# 黄老思想
黄老思想（こうろうしそう）は、古代中国の戦国時代末期から漢代初期に流行した、道家または法家・雑家の政治思想である。黄老の学、黄老の術、黄老道ともいう。黄帝と老子に仮託されることからこのように称される。
「無為の治」を掲げ、君主が政治に過度に干渉することを避け、天道に背く勝手な行動をとることを禁じ、最小限の法に統治を委ねるべきとする思想である。
『黄帝四経』と『老子』をその思想的根拠・経典とする。『史記』によれば、斉の稷下の学士である慎到・田駢・接予・環淵がその代表的人物である。また、『史記』老子韓非子列伝では、申不害や韓非子を「黄老に本づき刑名をたっとぶ」として、法家の刑名思想（形名思想ともいう、君主が臣下を統御する思想）を黄老に由来するとしている。そのことから黄老刑名の学とも呼ばれる。そのほか、宋銒・尹文・范蠡、『管子』『淮南子』『鶡冠子』なども黄老思想の関連人物・思想書とみなされる。

## 受容
黄老思想は前漢前期に流行し、曹参・汲黯・田叔らによって伝えられた。とりわけ、文帝の妻の竇太后が黄老の書を好み、子の景帝・孫の武帝の治世初期まで黄老思想にもとづく政治が敷かれた。その間の時代は「文景の治」と呼ばれる黄金時代と重なる。
しかしその後、竇太后の死を契機として黄老思想の支持勢力は衰退し、公孫弘に代表される儒者にとって代わられた。ただし、『老子』はその後も重んじられ続け、劉向や馬融による注釈や『易』との接近を経て、後漢末期から三国時代には初期道教と玄学の経典になった。
『黄帝四経』は早期に散逸していたが、1973年、馬王堆漢墓から出土した馬王堆帛書に、『黄帝四経』にあたると推定される四篇の文章『経法』『十六経』『称』『道原』、および『老子』の異本が記された帛書が発見された。そのような経緯から、黄老思想の詳細な研究は20世紀末から始まった。

## 関連文献
- 浅野裕一『黄老道の成立と展開』創文社、1992年。ISBN 978-4423192405。
- 池田知久 『馬王堆出土文献訳注叢書 老子』東方書店、2006年。ISBN  978-4497206053
- 井ノ口哲也『入門 中国思想史』勁草書房、2012年。ISBN 978-4326102150。
- 金谷治「古佚書「経法」等四篇について」『儒家思想と道家思想 金谷治中国思想論集 中巻』平河出版社、1997年（原著1979年）。ISBN 978-4892032868。
- 澤田多喜男『黄帝四経 馬王堆漢墓帛書老子乙本巻前古佚書』知泉書館、2006年。ISBN 978-4901654777。
- 朱淵清 著、高木智見 訳『中国出土文献の世界―新発見と学術の歴史』創文社、2006年。ISBN 4423450062。
- 曹峰『近年出土黄老思想文献研究』中国社会科学出版社、2015年。ISBN 978-7516157084。（中国語）
- 曹峰『中国古代"名"的政治思想研究』上海古籍出版社、2017年。ISBN 978-7532584840。（中国語）
  - 曹峰「中國古代における「名」の政治思想史研究」東京大学博士論文、2004年（日本語）の増補改訂・書籍化
- Cao, Feng (2018), Daoism in Early China: Huang-Lao Thought in Light of Excavated Texts, London: Palgrave Macmillan, ISBN 978-1137557223（英語）
- 芳賀良信「『経法』の形名思想における思惟形式」『礼と法の間隙―前漢政治思想研究』汲古書院、2000年。ISBN 9784762997334。